# Estadio Choctaw
El Choctaw Stadium es un estadio de béisbol ubicado en Arlington (Estados Unidos), localizado entre Dallas y Fort Worth. También fue conocido como Ameriquest Field entre 2004 y 2006, cuando Ameriquest compró los derechos de nombre del estadio, pero después de algunos problemas entre el equipo y la empresa, en marzo de 2007 se cambió al nombre actual, que es muy parecido al nombre original del estadio cuando se inauguró: 'The Ballpark in Arlington'. Fue construido en sustitución del Estadio de Arlington. En el 5 de febrero de 2014, Globe Life and Accident Insurance Company compró los derechos de nombre del estadio.
Desde 1994 hasta 2020 fue el campo de los Texas Rangers de la Liga Americana y la sede del Museo de las Leyendas del Juego del Béisbol.
En 2020 mientras los Rangers jugarían en el nuevo Globe Life Field, el equipo de los Renegades de Dallas de la XFL ocuparía su lugar.
De 2022 a 2024 fue utilizado por los Dallas Jackals, equipo de rugby que participó en la MLR.